# Pentanchidae
Pentanchidae je čeleď žraloků z řádu žralouni (Carcharhiniformes). S cirka 110 druhy se jedná o největší žraločí čeleď. Čeleď Pentanchidae byla původně součástí čeledi máčkovití (Scyliorhinidae).

## Systematika
Čeleď Pentanchidae formálně vytyčil americký ichtyolog Hugh McCormick Smith v roce 1912. Za typový druh určil  Pentanchus profundicolus. Skupina žraloků, která se dnes řadí do samostatné čeledi Pentanchidae, byla původně považována za součást skupiny Scyliorhinidae − máčkovití. Leonard Compagno v roce 1988 máčkovité rozdělil na dvě podčeledi, Pentanchinae a Scyliorhininae, avšak v pozdějších publikacích tuto ideu sám zavrhl. Nicméně jak morfologické, tak genetické studie potvrdily, že máčkovití (Scyliorhinidae) nepředstavují monofyletickou skupinu. Na základě studie z roku 2005 tak byla velká skupina rodů vydělena do samostatné čeledi Pentanchidae. Do čeledi Pentanchidae se tak řadí následují rody (výčet rodů se může v jednotlivých zdrojích lišit) a mj. následující druhy:
- Apristurus Garman, 1913
  - Apristurus acanutus – máčka jihočínská
  - Apristurus aphyodes
  - Apristurus atlanticus – máčka atlantská
  - Apristurus brunneus – máčka hnědá
  - Apristurus canutus – máčka antilská
  - Apristurus fedorovi – máčka Fedorovova
  - Apristurus gibbosus – máčka hrbatá
  - Apristurus herklotsi – máčka dlouhoploutvá
  - Apristurus indicus – máčka indooceánská
  - Apristurus internatus
  - Apristurus investigatoris
  - Apristurus japonicus – máčka japonská
  - Apristurus kampae – máčka dlouhonosá
  - Apristurus laurussonii – máčka islandská
  - Apristurus longicephalus – máčka dlouhohlavá
  - Apristurus macrorhynchus
  - Apristurus macrostomus – máčka velkoústá
  - Apristurus maderensis – máčka madeirská
  - Apristurus manis – máčka přízračná
  - Apristurus microps – máčka malooká
  - Apristurus micropterygeus
  - Apristurus nasutus – máčka nosatá
  - Apristurus parvipinnis – máčka krátkoploutvá
  - Apristurus pinguis – máčka východočínská
  - Apristurus platyrhynchus – máčka plochohlavá
  - Apristurus profundorum – máčka hlubokomořská
  - Apristurus riveri – máčka širokožábrá
  - Apristurus saldanha – máčka jihoafrická
  - Apristurus sibogae – máčka sibogská
  - Apristurus sinensis – máčka čínská
  - Apristurus spongiceps – máčka hloubohlavá
  - Apristurus stenseni – máčka panamská
  - Apristurus verweyi – máčka bornejská
- Asymbolus Whitley, 1939
  - Asymbolus analis – máčka Portjacksonská
  - Asymbolus rubiginosus
  - Asymbolus vincenti – máčka tasmánská
- Cephalurus Bigelow & Schroeder, 1941
  - Cephalurus cephalus – máčka hlavatá
- Galeus Rafinesque, 1810
  - Galeus arae – máčka miamská
  - Galeus boardmani – máčka Boardmanova
  - Galeus eastmani – máčka Eastmanova
  - Galeus gracilis – máčka štíhlá
  - Galeus longirostris – máčka amamská
  - Galeus melastomus – máčka černoústá
    - = také Galeus melanostomus
    - = máčka černohubá
    - = pilorep okatý
    - = žralok černoústý

  - Galeus murinus – máčka myší
  - Galeus nipponensis – máčka širokoploutvá
  - Galeus piperatus – máčka pepřová
  - Galeus polli – máčka pollova
  - Galeus sauteri – máčka Sauterova
  - Galeus schultzi – máčka Schulzeho
- Halaelurus Gill, 1862
  - Halaelurus alcockii – máčka Alcockova
  - Halaelurus boesemani – máčka Boesemanova
  - Halaelurus buergeri – máčka Bürgerova
  - Halaelurus canescens – máčka šedivá
  - Halaelurus clevai – máčka madagaskarská
  - Halaelurus dawsoni – máčka Dawsonova
  - Halaelurus hispidus – máčka andamanská
  - Halaelurus immaculatus – máčka bezskvrnná
  - Halaelurus lineatus – máčka durbanská
  - Halaelurus lutarius – máčka mosambická
  - Halaelurus natalensis – máčka natalská
  - Halaelurus quagga – máčka malabarská
- Holohalaelurus Fowler, 1934
  - Haploblepharus edwardsii – máčka Edwardova
  - Haploblepharus fuscus – máčka temná
  - Haploblepharus pictus – máčka namibijská
- Parmaturus Garman, 1906
  - Parmaturus campechiensis – máčka mexická
  - Parmaturus melanobranchus – máčka hongkongská
  - Parmaturus pilosus – máčka sagamská
  - Parmaturus xaniurus – máčka tenkoocasá
- Pentanchus Smith & Radcliffe, 1912
  - Pentanchus profundicolus – máčka jednoploutvá

Je pravděpodobné, že počet rodů i druhů této čeledi bude nadále narůstat, jelikož nové druhy jsou neustále popisovány.

## Charakteristika
Jedná se o převážně menší žraloky do 80, maximálně 90 cm. Mají útlé dlouhé tělo s dvěma hřbetními ploutvemi a jednou řitní ploutví. Od máčkovitých se liší hlavně morfologií lebky. Žijí v hlubokých vodách nejčastěji mezi 200–2200 m, i když zástupci rodů Halaelurus a Haploblepharu se vyskytují především v pobřežních vodách. Jsou převážně vejcorodí, některé druhy jsou i vejcoživorodé. Schránky vajíček mohou mít malé úponky v rozích, které vajíčkům pomáhají s přichycením k substrátu nebo korálů. Živí se menšími druhy ryb, hlavonožci, korýši a bezobratlými.